# Дэнсон, Алекс
Алекс Дэнсон (англ. Alex Danson, родилась 21 мая 1985 года в Саутгемптоне) — британская хоккеистка на траве, нападающая клуба «Слаф». В составе сборной Великобритании — чемпион летних Олимпийских игр 2016 года и бронзовый призёр летних Олимпийских игр 2012 года. На международных турнирах представляет Англию, в её составе — чемпионка Европы 2015 года.

## Спортивная карьера
Алекс выступала в прошлом за голландский клуб «Кляйн Цвитцерланд», английские команды «Троянс», «Альтон» и «Рединг». В составе сборной Англии — шестикратная призёрка чемпионатов Европы, в 2015 году выиграла титул; также является бронзовым призёром чемпионата мира 2010 года и трёхкратным призёром Игр Содружества. В составе сборной Великобритании — бронзовый призёр Олимпийских игр 2012 года и чемпионка Олимпийских игр 2016 года. Обладательница ряда личных наград:
- член сборной всех звёзд ФИХ 2011 года[4]
- лучшая спортсменка Рединга по итогам 2011 года[5]
- лучшая хоккеистка Великобритании по версии спортивных журналистов по итогам 2011[6] года; занимала второе место в 2012 году[7] и третье в 2015 году[8]
- лучший бомбардир и лучший игрок чемпионата Англии 2011/2012[9]
- лауреат премии Комитета Ассоциации спортивных журналистов[10]

## Личная жизнь
Окончила отдельную школу Йетли-Мэнор и римско-католическую школу Фарнборо-Хилл.